# Oitava
Oitava, auch Ouatava, war ein portugiesisches Volumenmaß und entsprach dem Achtel. Oitava galt auch als Masseneinheit (Gewichtsmaß) für Gold- und Silber.

## Volumenmaß
- 1 Oitava = 1,415 Liter[2]

Das Volumen von 1,415 Liter hatte auch die Wiener Maß/Maas/Kanne (71,334 Pariser Kubikzoll).

## Masseneinheit
Gold- und Silber
- 1 Marco (Mark) = 8 Oncas = 64 Oitavas = 192 Scrupulos = 4608 Gröes = 229,5 Gramm
  - 1 Oitava ≈ 3,586 Gramm

Medizinalgewicht
- 1 Libra = 8 Oncas = 64 Oitavas = 192 Scrupulos = 4608 Gröes = 344,25 Gramm
  - 1 Oitava ≈ 5,379 Gramm

Handelsgewicht
- 1 Libra/Arratel/Artal = 2 Meios/Marco/Mark = 4 Quartos = 16 Oncas = 128 Oitavas = 459 Gramm
  - 1 Oitava ≈ 3,586 Gramm

Vergleich
- 3/4 Libra (Handelsgewicht) = 1 ½ Marcos